# Hipsometar
Hipsometar (grč. ὕψος: visina), u meteorologiji, je mjerni instrument za određivanje nadmorske visine. Osniva se na određivanju vrelišta poznate tekućine izložene okolnomu zraku: dizanjem u visinu snizuje se tlak zraka, a ujedno i vrelište tekućine, pa se mjerenjem vrelišta, uz poznatu ovisnost vrelišta o tlaku, može odrediti i nadmorska visina. Instrument je osobito točan na velikim visinama.

## Hipsometar u šumarstvu
U šumarstvu, hipsometar je visinomjer, mjerni instrument za mjerenje visine stabla. Konstrukcija se osniva na trigonometrijskome načelu ili na jednostavnim geometrijskim načelima sličnosti trokuta. Najstariji je i najjednostavniji takav instrument takozvani nosni križ. U šumarstvu je najpraktičniji Christenov visinomjer.